# Crabier chevelu
Ardeola ralloides
Espèce
Statut de conservation UICN

 LC  : Préoccupation mineure
Le Crabier chevelu (Ardeola ralloides) ou héron crabier, est une espèce d'oiseaux échassiers de taille moyenne de la famille des Ardeidae.

## Description
Le plumage de sa tête est remarquable puisque celle-ci est ornée de nombreuses aigrettes brunes et blanches qui forment comme une chevelure,(seulement en période de reproduction pour les individus matures). C'est d'ailleurs à priori d'où vient son nom commun.
C’est un oiseau de 42-47 cm de long,. Le crabier chevelu en période nuptiale se caractérise aussi par une couleur générale chamois à brun clair,. Son bec grisâtre devient bleu-turquoise terminé de noir au moment de cette reproduction. Ses pattes sont orangées. En vol, il paraît différent puisque c'est la couleur blanche de ses ailes qui prédomine. Le juvénile est plus gris que brun, plus tacheté, et donc moins uniformément coloré. L’internuptial ressemble assez au juvénile, mais il est moins strié et taché, notamment sur le dessous. Les grenouilles sont les proies favorites de A. ralloides, mais il mange également des insectes et des poissons. 

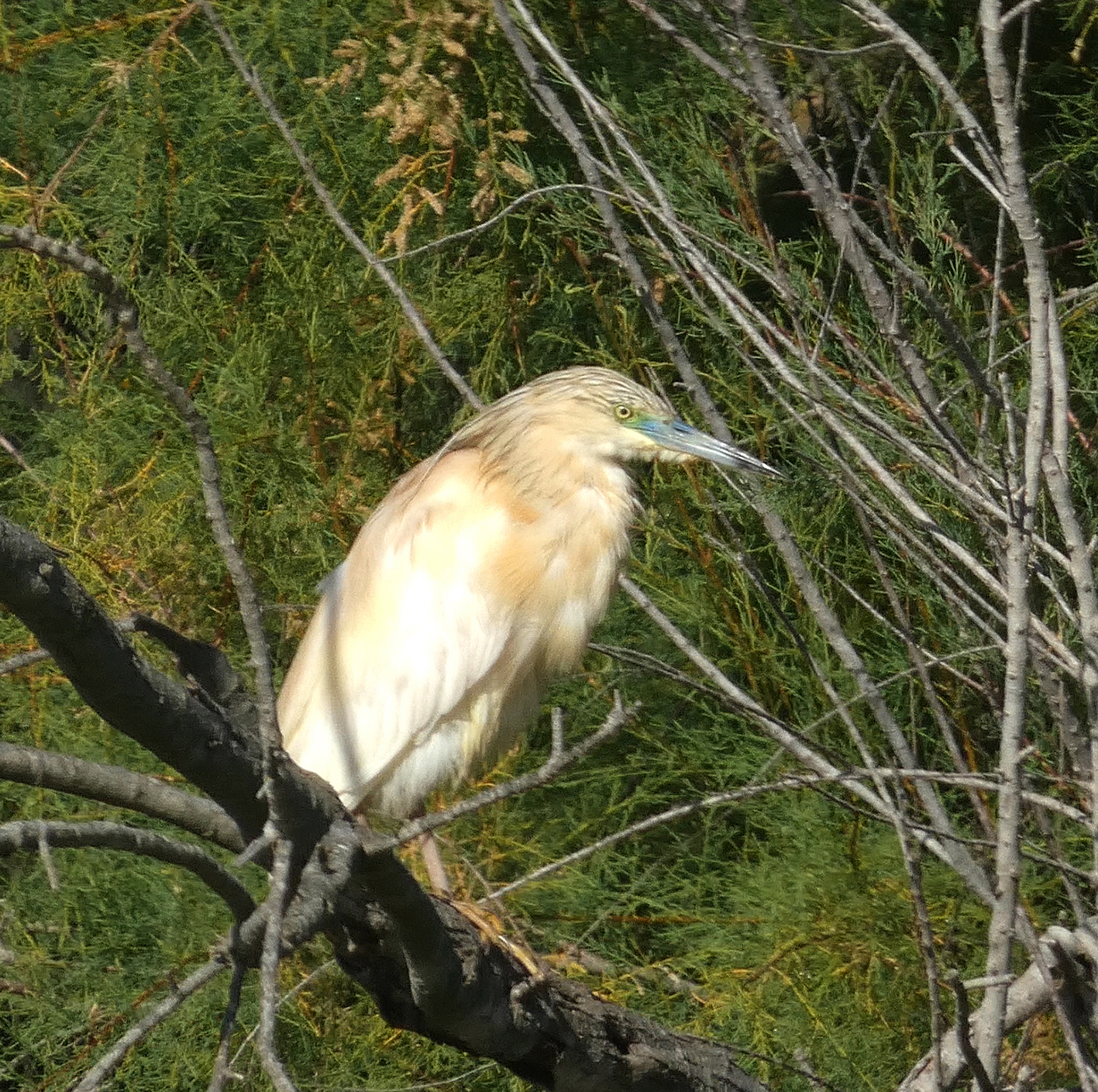
En plumage nuptial. Camargue (France).

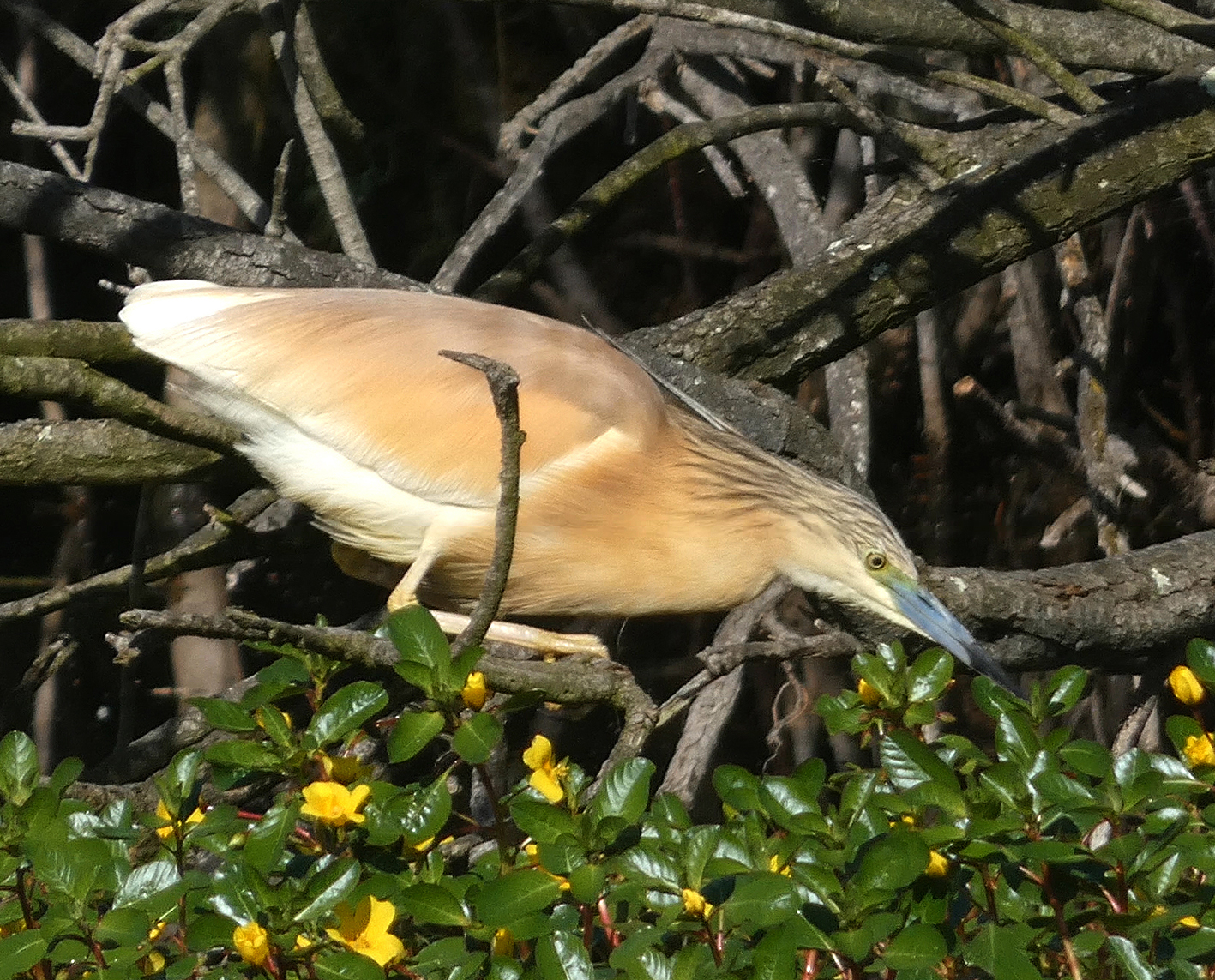
Insectes, batraciens et poissons sont les principaux constituants du régime alimentaire.

Il est assez silencieux mais émet un cri assez caractéristique, notamment lorsqu’il est dérangé, ou le soir.

Crabier chevelu (Parc national Kruger, Afrique du Sud)

## Comportement

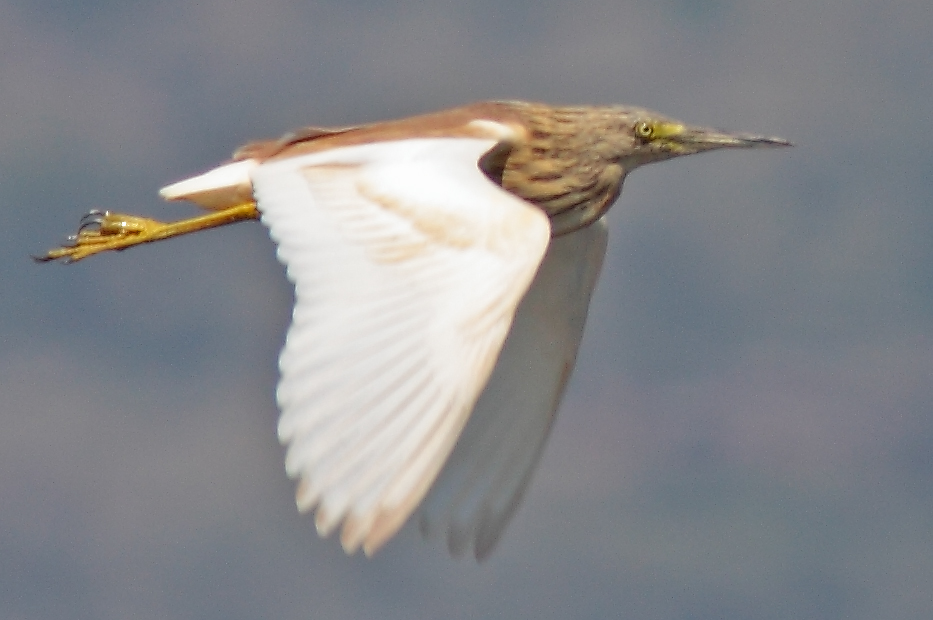
Crabier chevelu en vol

### Reproduction

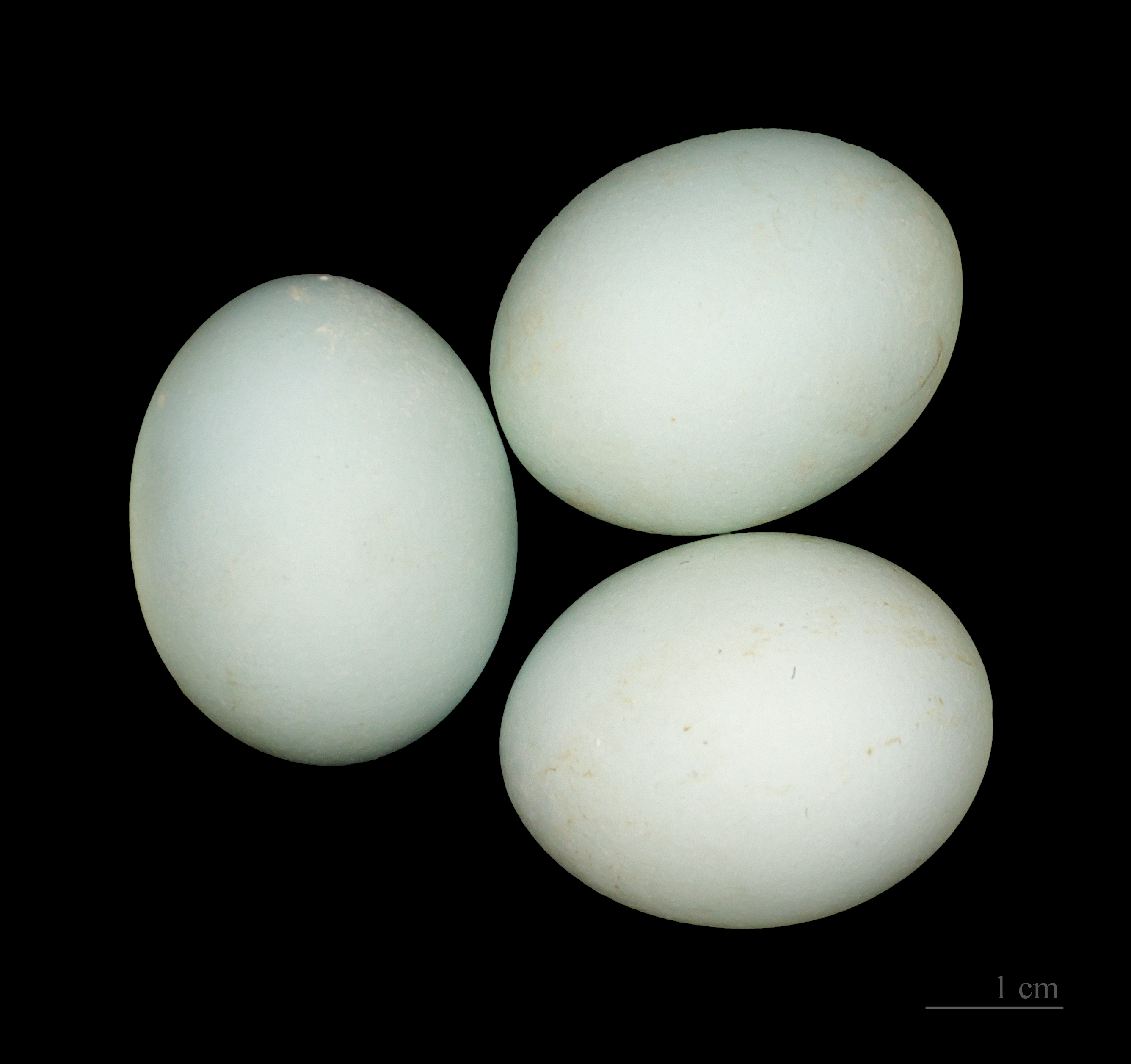
Œufs récoltés par René de Naurois – Muséum de Toulouse

Ce héron niche en groupes dans les arbres, les bosquets ou les roseaux, habituellement avec d'autres hérons et aigrettes. La ponte des 4-6 œufs pâle bleu-vert se produit dans le mois de mai. La couvaison dure approximativement 22 à 24 jours. Les poussins, de la saison, restent au nid pendant 45 jours.

## Répartition et habitat
Cet héron est présent surtout en Afrique subsaharienne, en Europe, et au Proche Orient, voire plus loin en Asie,. Il est plus rarement observé en Afrique du Nord. Nichant dans les estuaires, les deltas et les galeries riveraines, de préférence dans des zones à végétation bien développée, il ne s’éloigne pas des environnements aquatiques.

zone de nidification
résident permanent
non nicheur

## Protection et conservation
Le Crabier chevelu bénéficie d'une protection totale sur le territoire suisse depuis l'arrêté ministériel du 17 avril 1981 relatif aux oiseaux protégés sur l'ensemble du territoire. Il est inscrit à l'annexe I de la directive Oiseaux de l'Union européenne. Il est donc interdit de le détruire, le mutiler, le capturer ou l'enlever, de le perturber intentionnellement ou de le naturaliser, ainsi que de détruire ou enlever les œufs et les nids et de détruire, altérer ou dégrader leur milieu. Qu'il soit vivant ou mort, il est aussi interdit de le transporter, colporter, de l'utiliser, de le détenir, de le vendre ou de l'acheter.
L'UICN considère l'espèce comme de statut de préoccupation mineure en 2021.